# 世界は今日から君のもの
『世界は今日から君のもの』（せかいはきょうからきみのもの）は、2017年に公開された日本映画。元引きこもりのオタク女子を主人公としたヒューマンドラマ映画。

## あらすじ
5年の間引きこもっていた小沼真実（門脇麦）。父の英輔（マキタスポーツ）と母・美佳（YOU）は離婚し、父と暮らす真美は自室で好きな漫画やイラストをひたすら模写することで現実逃避し過ごしていた。父の勧めで、ゲーム会社にバグチェック要員として働き、偶然その会社に勤める矢部遼太郎（三浦貴大）が担当するゲームのイラストに加筆。するとその才能を見込まれ、好きに描いていいと遼太郎からゲームキャラクターのイラストを頼まれる。遼太郎へ淡い恋心を抱く真実は、彼の役に立ちたいとの思いから絵を描くことにするが……。

## キャスト
- 小沼真実 - 門脇麦[2]
- 矢部遼太郎 - 三浦貴大
- 安藤恵利香 - 比留川游
- - 岡本拓朗
- - 安井順平
- - 駒木根隆介
- 小沼英輔 - マキタスポーツ
- 美佳 - YOU

## スタッフ
- 監督・脚本：尾崎将也
- 音楽：川井憲次
- 主題歌：藤原さくら 「1995」（スピードスターレコーズ）[3]
- プロデューサー：三宅はるえ
- 撮影：福本淳
- 照明：市川徳充
- 録音：尾崎聡
- 編集：細野優理子
- 装飾：松田光畝
- 劇中画制作：丸岡永乃
- スタイリスト：白石敦子
- ヘアメイク：田鍋知佳
- 音響効果：小島彩
- 助監督：吉田和弘
- 制作担当：高橋輝光
- ラインプロデューサー：宮内眞吾
- 製作：クエールフィルム
- 配給：アークエンタテインメント